# 卡吉索·迪加戈尔
卡杰斯奴·艾維丹斯·迪加高爾（英語：Kagisho Evidence Dikgacoi，1984年11月24日—），南非职业足球运动员。

## 生平

### 球會
早期
迪加高爾在当地球會卡迪夫熱刺开始其职业生涯，在2005年轉投金箭之前，曾效力於低組別聯賽球隊布隆方丹青虎。在金箭，他迅速成長为全國最好的球员之一，随后他更被授予队长袖标。
富咸
2009年8月4日，迪加高爾在富咸試訓成功，正式加盟球隊。这一交易完成后，在8月26日才获得工作证。迪加高爾在申請工作證的期間隨金箭操練以保持壯態。他在10月4日首次亮相，但在41分钟被換下。在新任領隊馬克·曉士麾下只有一次後補上陣機會，雖然如此，他仍獲富咸延長合約12個月。2011年2月16日迪加高爾被借用到英冠球會水晶宮直到球季結束。3月8日在主場射入唯一入球，協助水晶宮以1-0擊敗卡迪夫城全取3分，舒緩降班壓力。
2011年7月5日迪加高爾正式轉投水晶宮，簽約三年，轉會費沒有透露。

### 國際賽
迪加高爾在2007年5月27日对毛里求斯的COSAFA杯賽事中在國際賽首度登場。2008年6月7日，他在2010年世界杯外圍賽4-1勝赤道几内亚取得了他兩個入球。他亦是球隊出席2008年非洲国家杯的成員，同时也出席了2009年洲際國家盃。

## 連結
- 足球数据库：卡吉索·迪加戈尔的球员统计数据
- Kagisho Dikgacoi – FIFA國際賽競賽紀錄 (存檔)
- 卡吉索·迪加戈尔在National-Football-Teams.com的資料